# Tinzouline
Tinzouline (Zentralatlas-Tamazight ⵜⵉⵏⵣⵓⵍⵉⵏ, arabisch تينزولين; manchmal auch Ksar Tinzouline) ist eine über ein großes Gebiet verstreute Oasensiedlung (commune rural) mit etwa 15.000 Einwohnern in der südmarokkanischen Region Drâa-Tafilalet.

## Lage und Klima
Die aus mehreren Dörfern bestehende Oasensiedlung Tinzouline liegt am Fluss Draa bzw. an der N 9 etwa 127 km (Fahrtstrecke) südöstlich von Ouarzazate in einer Höhe von etwa 1120 m; die Stadt Zagora befindet sich etwa 35 km südöstlich. Das Klima ist wüstenartig; der äußerst spärliche Regen (ca. 75 mm/Jahr) fällt hauptsächlich im Winterhalbjahr.

## Bevölkerung
| Jahr      | 1994   | 2004   | 2014   | 2024   |
| Einwohner | 12.264 | 13.462 | 15.505 | 14.652 |

Die Bevölkerung besteht in der Hauptsache aus in den letzten Jahrzehnten des 20. Jahrhunderts zugewanderten Berbern. Man spricht den regionalen Berberdialekt.

## Wirtschaft
Die vergleichsweise große Dattelpalmenoase ist bis heute landwirtschaftlich orientiert – auf kleinen Parzellen werden im Frühjahr Gerste, Bohnen, Zwiebeln, Kohl und anderes Gemüse angebaut. Bereits im März/April ist Erntezeit.

## Geschichte
Über die Geschichte des Ortes ist mangels schriftlicher Aufzeichnungen so gut wie nichts bekannt. Felszeichnungen in der Umgebung deuten auf die jungsteinzeitliche Anwesenheit von Wildtieren und Jägern.

## Sehenswürdigkeiten
- Von der Hauptstraße bis zum Fluss Draa erstreckt sich eine Palmenoase mit zahlreichen eingestreuten Feldern.
- Der Ortsteil an der Nationalstraße ist von einer restaurierten Mauer aus Stampflehm umgeben; das einzige Portal ist mit geometrischen Motiven verziert.

Umgebung
- Etwa 7 km westlich von Tinzouline befindet sich ein Gebiet (Foum Chenna) mit zahlreichen Petroglyphen aus der Jungsteinzeit.